# Cmentarz żydowski w Mogielnicy
Cmentarz żydowski w Mogielnicy – powstał pod koniec XVIII wieku, a w 1860 został powiększony. Zniszczony podczas II wojny światowej. Nagrobki z cmentarza użyte do brukowania ulic i na cele budowlane. Znajduje się przy ul. Przylesie. Zachowały się fragmenty macew.

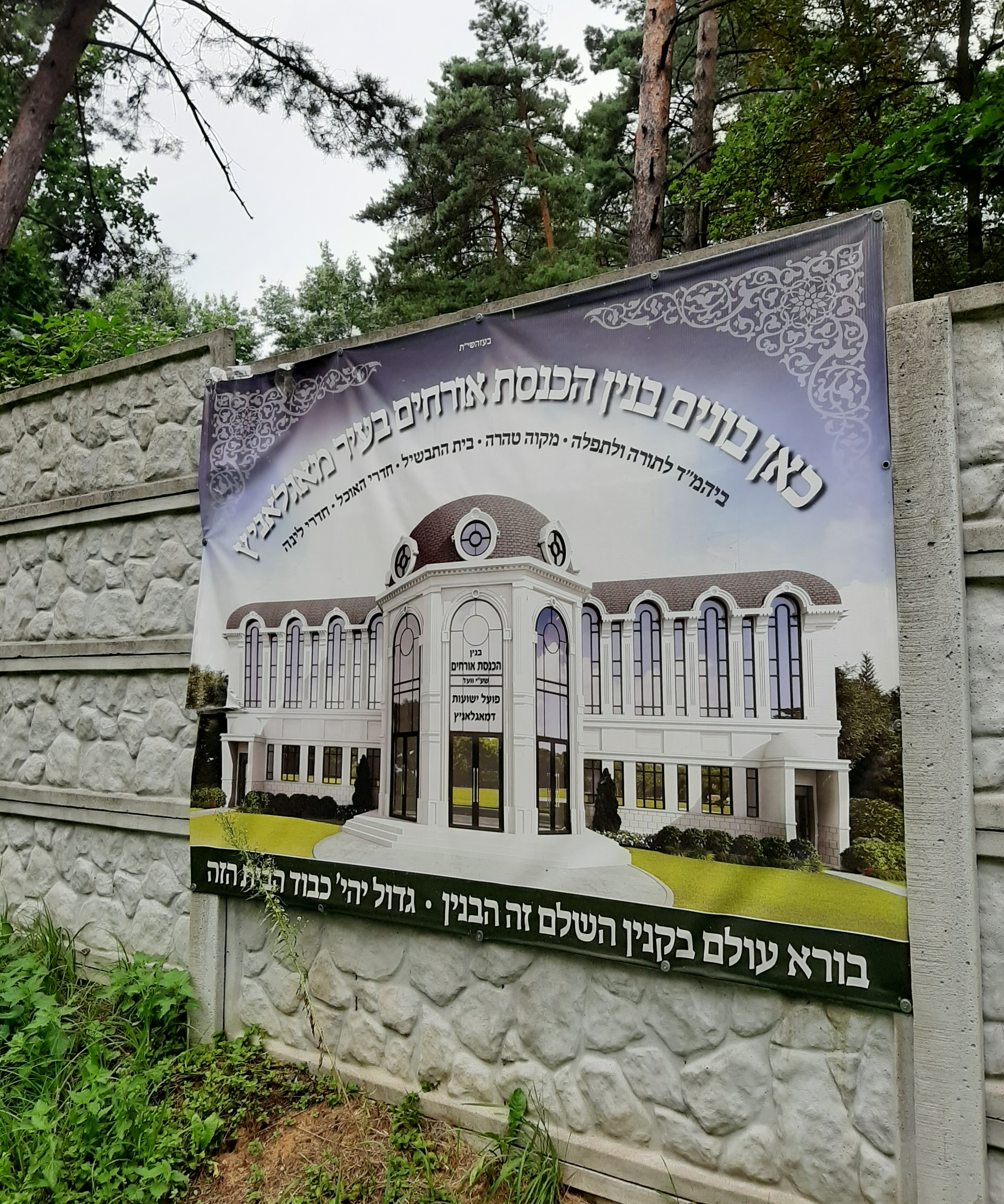
Wejście na cmentarz żydowski w Mogielnicy (fot. lato 2020)